# Катандзаро (перешеек)
Катандзаро (итал. Istmo di Catanzaro) — перешеек в Калабрии.

## География
Ширина перешейка — 32 километра, это самое узкое место Апеннинского полуострова. Максимальная высота — 250 метра.
Перешеек Катандзаро расположен в одноимённой итальянской провинции. С севера расположено горное плато Сила, к югу — Серре-Калабрези. Восточные берега перешейка омывают воды залива Скуиллаче Ионического моря, западные — Тирренского. Долина между горными массивами имеет ширину около 2 км. В окрестностях городов Марчеллинара и Тириоло можно наблюдать оба моря.
На перешейке протекают две реки — Амато (ит.) и Кораче. Обе берут начало на плато Сила и, идя параллельно друг другу на расстоянии около двух километров, разделяются около холмов Джимильяно. Русло Амато спускается по долине на запад, заканчивая свой путь в Тирренском море, а Кораче течёт на восток в Ионическое море.

## История
Перешеек как кратчайший путь между гор от одного моря до другого известен давно.
Страбон утверждал о 160 стадий пути от моря до моря. Через перешеек была проложена древняя дорога.
Сиракузский тиран Дионисий I намеревался перегородить перешеек стеной для защиты греческого населения этих мест от нападений луканов. Плиний Старший же утверждал, что Дионисий намеревался перерыть перешеек каналом.
Согласно классическим источникам, во время восстания рабов под предводительством Спартака полководец Марк Лициний Красс также решил укрепить перешеек с помощью стены, чтобы заблокировать их наступление и перерезать пути снабжения.
В эпоху итальянского фашизма в 1923—1940 годах неоднократно поднимался вопрос о строительстве канала для соединения Ионического и Тирренского морей.

## Галерея

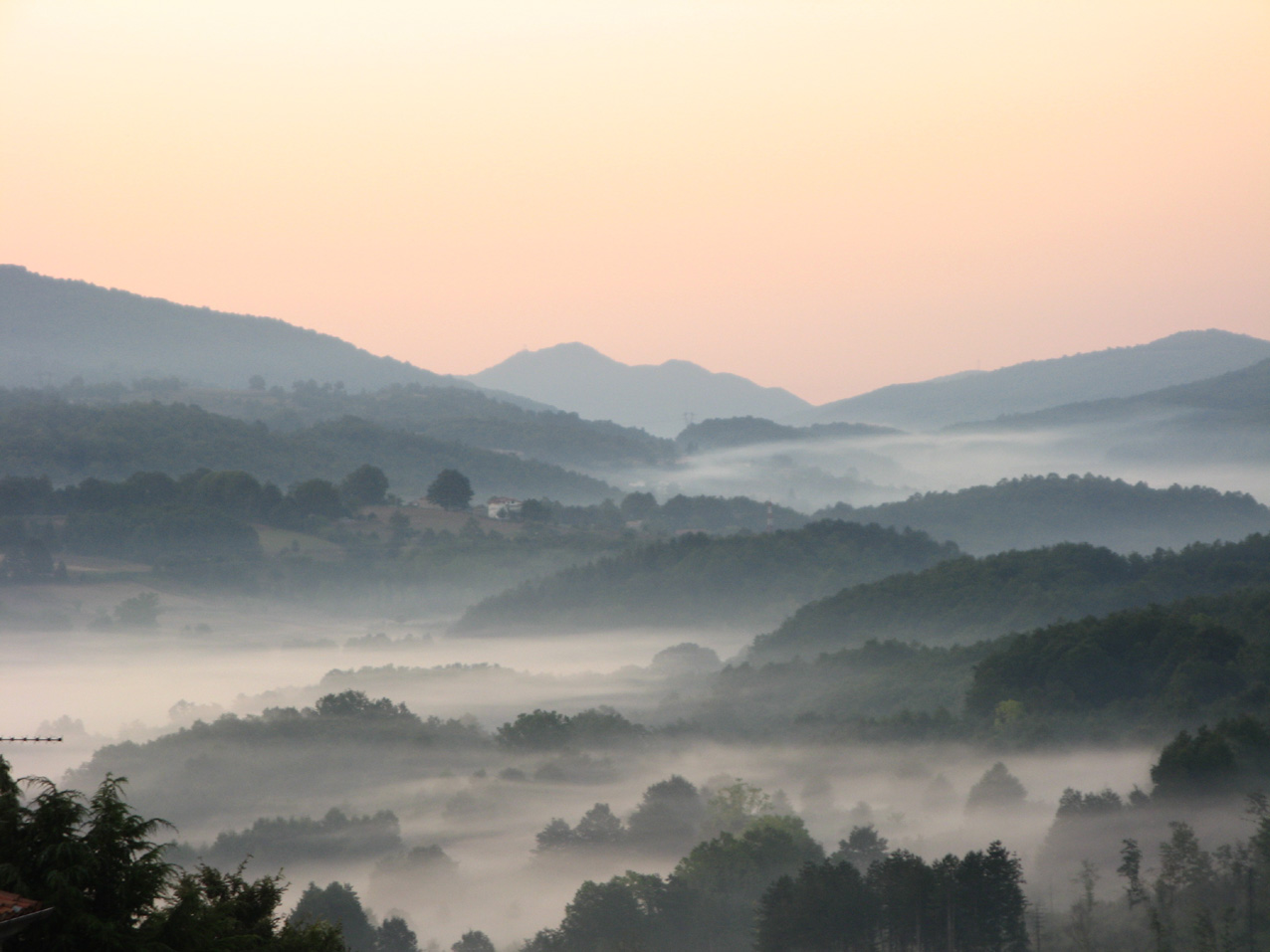
Долина реки Амато
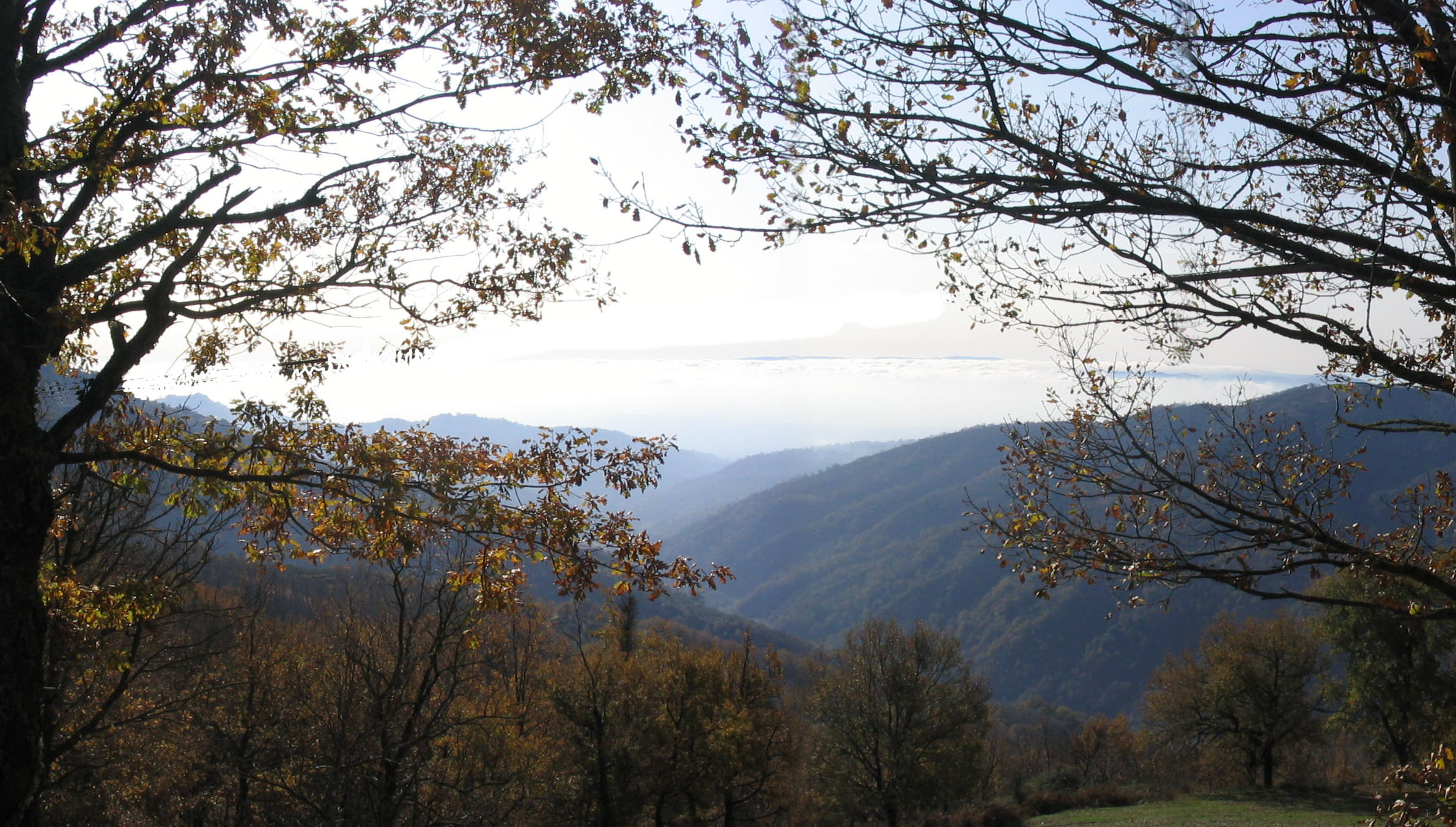
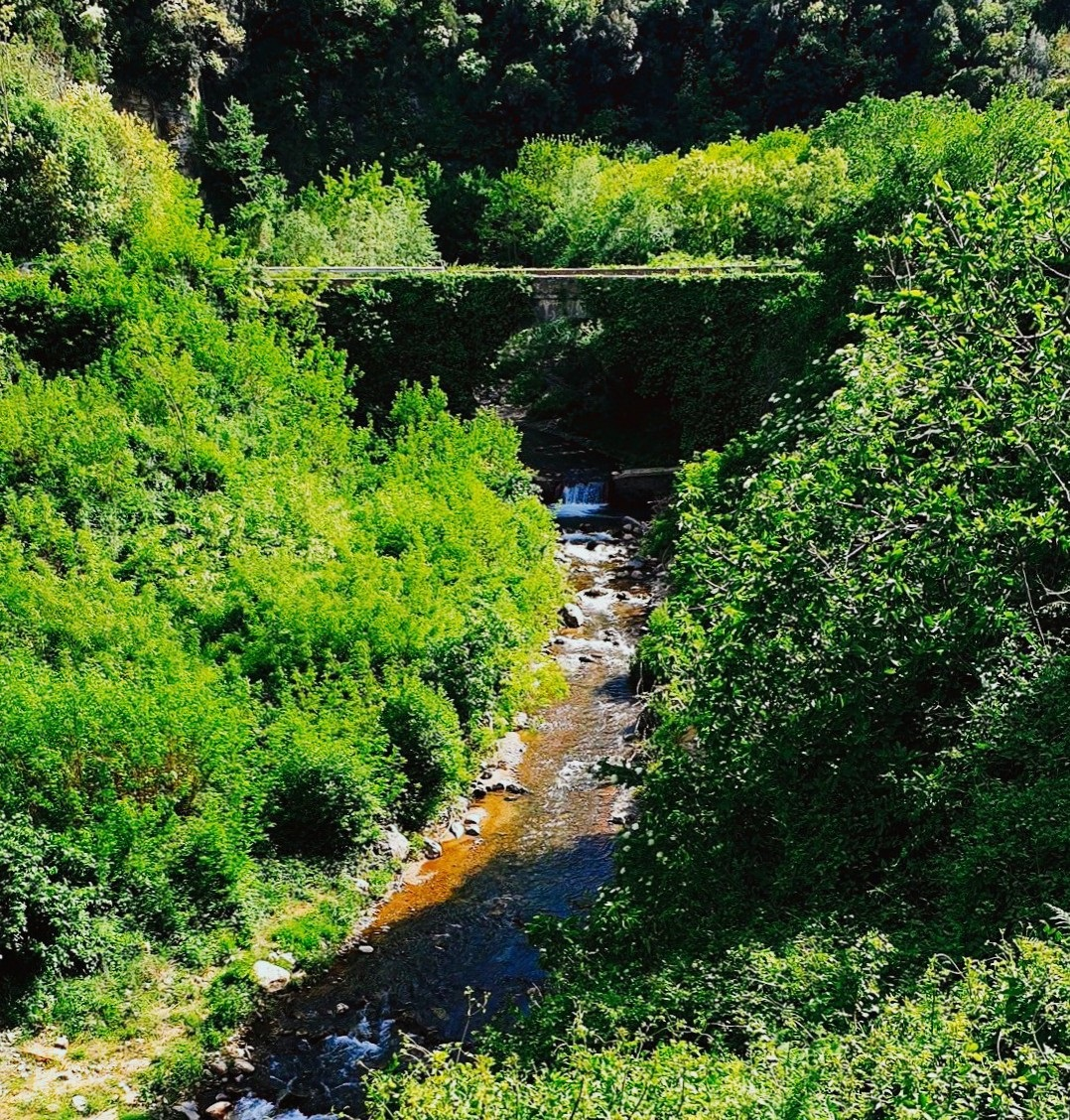
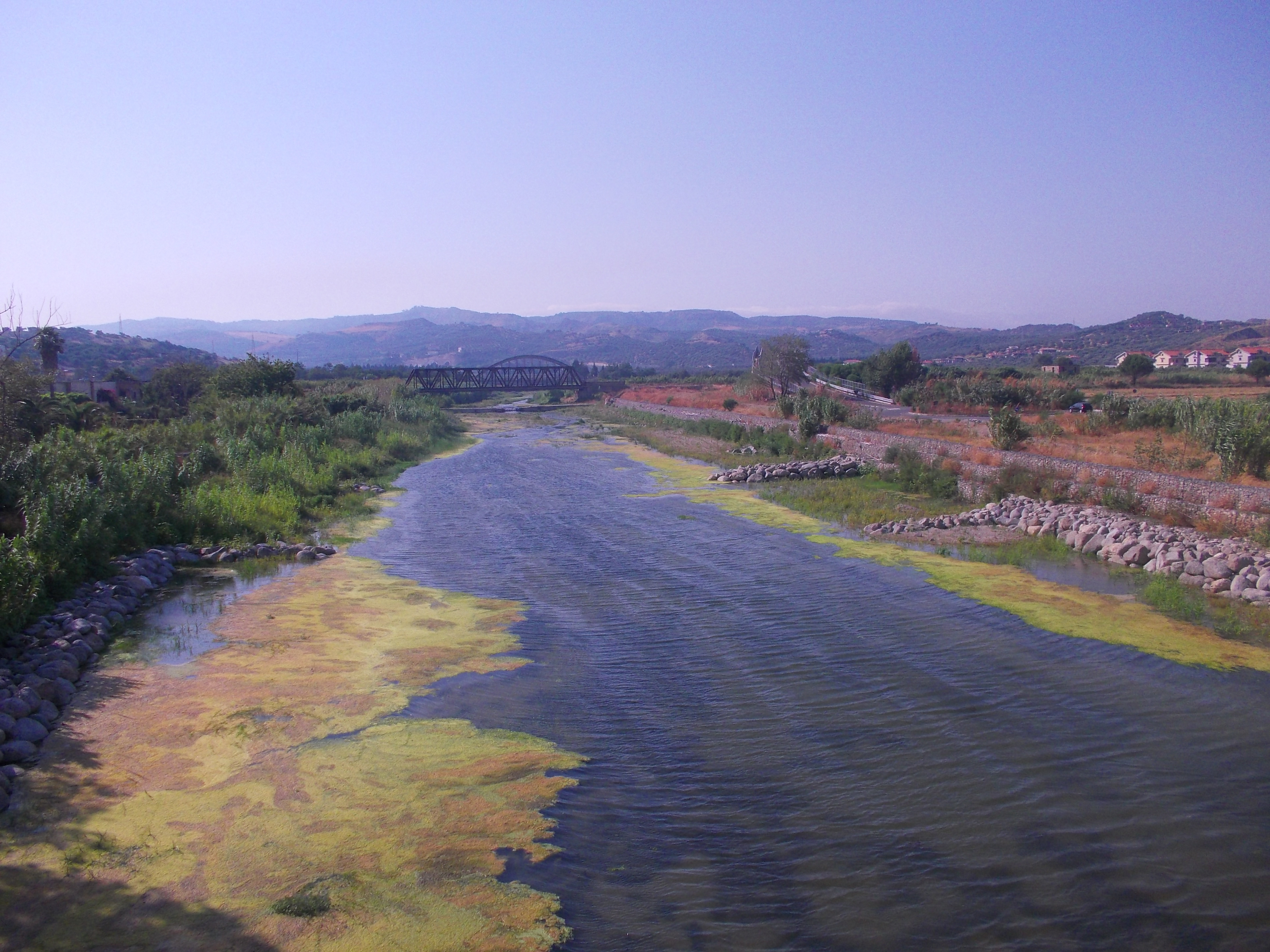